# グリーンノートらぶれたあ
『グリーンノートらぶれたあ』は、松島裕子による日本の漫画作品。
『なかよし』（講談社）にて連載された。

## 書誌情報
- グリーンノートらぶれたあ、初版発行日 1979年1月15日
  - 真夜中のティータイム（1978年7月号「真夜中のティータイム～パステルタッチの初恋劇場4」）／あなたの魔法にかかったの!／たべちゃうぞ!マロンちゃん／ショパンはやさしすぎて